# Amalia María de Sajonia
Amalia María de Sajonia, conocida como Amalia (Dresde, 10 de agosto de 1794 - Pillnitz, 18 de septiembre de 1870), princesa de Sajonia, hija mayor del príncipe heredero Maximiliano de Sajonia (hijo del elector Federico Cristián de Sajonia y de la princesa María Antonia Walpurgis de Baviera) y de la princesa Carolina de Borbón-Parma (hija del duque Fernando I de Parma y de la archiduquesa María Amelia de Habsburgo-Lorena).
Trabajó bajo el seudónimo de A. Serena como compositora de óperas y cantatas y fue alumna de Carl Maria von Weber. Bajo el seudónimo de Amalia Heiter, también escribió numerosas obras de teatro y “dominó [en las décadas de 1830 y 1840] el repertorio de comedia de su tiempo”.

## Infancia
Amalia vivió toda su vida en el Castillo de Pillnitz, cerca de Dresde. Su tío estaba en ese momento era Federico Augusto III, Elector de Sajonia y que se convirtiria en el primer rey sajón en 1806 como Federico Augusto I. Sus hermanos Federico Augusto II y Juan se convirtieron en reyes de Sajonia en 1836 y 1854, respectivamente. Fue bautizada con los nombres de María Amalia en honor a su abuela materna, María Amalia de Habsburgo-Lorena, y Federica Augusta en honor al elector Federico Augusto.
Su padres fueron descritos como felices y muy presentes en la vida de sus hijos, siendo el suyo un matrimonio de amor. Amalia y sus seis hermanos fueron los primeros niños vacunados contra la viruela. Una inscripción en el estanque del Castillo de Pillnitz, recuerda este hecho.
Amalia asistió al funeral de su madre cuando ella murió en 1804, por lo que la crianza de la niña de diez años y sus hermanos pasaron a sus tías María Teresa de Austria y Amalia de Zweibrücken-Birkenfeld bajo la más estricta etiqueta de la corte. 
Amalia era sólo una niña durante la época de las Guerras napoleónicas, y tuvo que huir de su hogar varias veces. Ella y su familia se vieron obligados a dormir en la paja donde podían encontrar refugio. Conoció a Napoleón Bonaparte en varias ocasiones y siempre mantuvo una opinión negativa hacia él. Cuando Napoleón observó que estaba enojada con él porque peleó contra su familia, con firmeza respondió que había algunas cosas a las que tenía que acostumbrarse.
Por lo tanto, Amalia vivió exiliada en Praga con su tío Antonio y su tía desde 1813. Fue solo cuando el rey Federico Augusto I regresó a Sajonia en 1815 que la princesa regresó a Dresde.
En 1824 realizó un viaje con su padre, que les llevaría a visitar a sus hermanas, María Fernanda, casada con Fernando III de Toscana; María Ana, casada con el hijo del anterior, el gran príncipe de Toscana, Leopoldo y María Josefa Amalia, casada con Fernando VII de España. El viaje se realizó por tierra, incluyendo el viaje de Florencia a España, pasando por Burgos, Valladolid y Villacastín. El 3 de diciembre llegaron al monasterio de San Lorenzo de El Escorial, donde se encontraban María Josefa Amalia y Fernando VII. El 13 de diciembre se trasladaron todos a Madrid. Como era habitual, durante su estancia en la capital española visitaron distintos establecimientos, entre ellos la Real Sociedad Económica Matritense, el Real Colegio de Sordomudos o la Real Academia de Bellas Artes de San Fernando. Después partieron el 8 de abril del mismo año, con la corte, a Aranjuez, siendo agasajados allí, en distintas ocasiones. El día 20 de abril emprendieron el viaje de regreso primero por tierra hasta Barcelona, pasando por Albacete, Almansa y Valencia. En mayo de 1825, tras pasar por Burdeos, llegan a París. En su estancia en la capital francesa, entre otras actividades, comen con Carlos X en Saint-Cloud y visitan el palacio de Versalles.

## Compositora
Amalia recibió una educación muy cuidadosa. Era una mujer bien educada e intelectualmente curiosa, que llegó a componer música de cámara, ópera, y música sacra, cantó, escribió comedias, y tocaba el clavicordio. Tomó lecciones de música del Kapellmeister Joseph Schuster y comenzó a componer a una edad temprana. A los 16 años escribió su primera ópera con libreto italiano, Una Donna, y desde 1813 siguieron regularmente nuevas composiciones de óperas, cantatas y piezas vocales menores. El estreno de Una Donna tuvo lugar en 1816 con la participación de músicos de la orquesta de la corte de Dresde en el pequeño teatro de la terraza de Brühl frente a miembros de la familia real. Había aprendido a tocar el piano y había sido introducida por Franz Anton Schubertsido a la teoría musical. A partir de 1817 completó una formación vocal con los cantantes de Dresde, Vincenzo Rastrelli y Johann Aloys Miksch. En los años 1824 y 1825, también recibió lecciones de composición de Carl Maria von Weber.
Amalia compuso un total de doce óperas, para las que también escribió los libretos italianos y algunos de los cuales fueron publicados bajo el seudónimo de A. Serena. También compuso música de cámara y de iglesia, entre las que los expertos elogiaron un stabat mater en particular. Con algunas excepciones, sus obras no se tocaron públicamente, sino que se interpretaron en círculos privados de la familia real. Todas las óperas de la princesa fueron interpretadas por la orquesta de la corte de Dresde, que entonces era la orquesta más prestigiosa de Europa. La residencia de verano de la familia en el Castillo de Pillnitz se utilizaba a menudo como sala de conciertos.

## Autora
Además de su amor por la música, Amalia de Sajonia también participó activamente en la literatura. Escribió varias piezas a una edad temprana. En 1817, su primer drama Die Abentheurer von Thornburg se estrenó de forma anónima en el Hoftheater de Dresde y fue criticado. El rey Federico Augusto I también vio en la actividad como escritor una violación de la etiqueta de la corte, de modo que hasta su muerte no se representaron en público más obras de Amalia. Al igual que sus composiciones, muchas obras dramáticas se representaron en privado frente a la familia real en la década de 1820, como El día de la coronación (1823) o Mesru, rey de Bactriana (1824 o 1826), una obra basada en uno de los Cuentos de hadas de las 1001 noches. En ese momento las piezas ya estaban publicadas bajo sus seudónimos A. Heiter y Amalia Heiter. 
Después de la muerte de Federico Augusto I en agosto en 1827, Mesru, rey de Bactriana, se convirtió en la primera obra de Amalia que se representó públicamente en el teatro de la corte. En 1833 envió de forma anónima su comedia Lie and Truth al Berliner Hoftheater, donde se representó con éxito y dio a conocer al autor de la noche a la mañana como escritora de comedia. Se escribieron alrededor de 30 piezas entre 1834 y 1845, y se interpretaron con éxito en toda Alemania. Muchas de sus obras se convirtieron en piezas de repertorio que aún se podían ver en los escenarios alemanes después de la muerte de la autora. Muchas de sus comedias también se han traducido al francés, húngaro, ruso e italiano, Anna Jameson transfirió al inglés seis comedias bajo el título colectivo Imágenes de la vida social de Alemania, representadas en los dramas de la princesa Amalia de Sajonia. El libro se publicó en dos volúmenes en Londres en 1840. Sus composiciones más populares son sus óperas cómicas. Ella retrata a sus personajes con innovación y color. Weber la encontró "muy talentosa". Según ESBE: “Las obras dramáticas de la duquesa Amalia se distinguen por su contenido moral, sutileza y acertada caracterización, y revelan un conocimiento bastante significativo de la escena."

## Vejez y muerte
A pesar de su éxito como escritora, Amalia vivió de manera extremadamente modesta. A menudo donaba los ingresos de sus piezas a obras de caridad, por lo que a partir de 1836 muchas de sus comedias aparecieron en la serie Contribuciones originales a la Schaubühne alemana, cuyos ingresos se destinaron a la asociación de mujeres de Dresde. Ella donó 80.000 táleros para construir la primera ópera de Dresde.
La princesa permaneció soltera durante toda su vida. Vivió una vida aislada y trabajó en sus obras musicales y literarias. 
También viajó y se quedó temporalmente en Italia (1819, 1829), y Viena. Los contactos con personalidades importantes de su tiempo eran de poca importancia para ella, pero estaba en contacto amistoso con Karl Gottfried Theodor Winkler, quien era literario como Theodor Hell y quién editaba sus piezas.
En 1851, la princesa Amalia enfermó de cataratas y una operación en 1853 resultó en ceguera. Después de otra operación dos años después, se restauró un ojo.
Amalia de Sajonia murió en Pillnitz, cerca de Dresde, en 1870. Fue enterrada como miembro de la familia real en la cripta de los Wettin en la Iglesia Católica de la Corte. Su sarcófago está en la segunda fila de la derecha de la Gran Cripta. 
Sobrevivió a todos sus hermanos, excepto al rey Juan. Tras su muerte, en la ciudad de Leipzig se publicaron sus obras completas, tituladas: "Óperas completas de la Princesa Amalia, Duquesa de Sajonia" (1873-1874).

## Importancia
Si bien Amalia fue una de las escritoras de comedia más populares en Alemania, especialmente en los años 30 y 40 del siglo XIX, sus obras fueron calificadas como superficiales o anticuadas después de su muerte. El estilo de sus obras se consideró "temporal" y se basó inicialmente en obras del romanticismo tardío, pero sin poder acercarse a las piezas del romanticismo en sí. Las representaciones de su obra Der Oheim en 1871 y 1887 en el Teatro de la Corte en Dresde no tuvieron éxito, por lo que Karl Goedeke asumió que "el tiempo de Amalia Heiter se había ido".
En su honor fue nombrado el género de orquídeas Amalia Rchb.

## Música
Amalia estudió música con Joseph Schuster, Vincenzo Rastrelli, Johann Miksch, Franz Anton Schubert y Carl Maria von Weber. Comenzó a escribir música en 1811 y compuso numerosas óperas, populares entre la élite de Dresde.

### Obras musicales
- Una mujer (1816)
- La boda fatidica (1816)
- Los tres cinturones (1817)
- El prisionero (1820)
- El americano (1820)
- Elvira (1821)
- Elisa y Ernesto (1823)
- Fidelidas a la prueba (1826)
- Vejez y juventud (1828)
- El hijo arrepentido (1831)
- El Marqués  (1833)
- La bandera de la victoria (opereta, 1834)
- La casa deshabitada (1835)[28]

## Títulos y órdenes

### Títulos y tratamientos
| ● 10 de agosto de 1794-6 de agosto de 1806:     | Su alteza serenísima la princesa Amalia (María Federica Augusta) de Sajonia |
| ● 6 de agosto de 1806-18 de septiembre de 1870: | Su alteza real la princesa Amalia (María Federica Augusta) de Sajonia       |

### Órdenes
- 7 de enero de 1799: Dama de la Orden de las Damas Nobles de la Reina María Luisa.[30][31][32][33][34]
- Dama de primera clase de la Orden de la Cruz Estrellada.[33][31][34]